# Doładowana broń rozszczepialna
Doładowana broń rozszczepialna typ bomby atomowej, która używa niewielkiej ilości paliwa termojądrowego dla zwiększenia mocy, a zatem siły niszczącej reakcji rozszczepiania.
W tradycyjnych bombach rozszczepialnych paliwo jądrowe zostaje błyskawicznie "złączone" za pomocą konwencjonalnych ładunków wybuchowych, powodując osiągnięcie masy krytycznej. Powstałe w procesie rozszczepienia neutrony pobudzą pozostałe atomy w paliwie powodując dalsze rozszczepianie co prowadzi do powstania reakcji łańcuchowej. Górny limit mocy jaki może osiągnąć standardowa, zbudowana w ten sposób bomba waha się w okolicach 500 kiloton, chociaż ta wartość możliwa jest do uzyskania tylko z użyciem bardzo wydajnych i wysoko wyspecjalizowanych systemów (największą bombą wykorzystującą ten typ wykonania był Ivy King).
Wiele innych reakcji nuklearnych przebiega znacznie szybciej, a więc bardziej "wybuchowo". Reakcje syntezy mogą zostać zapoczątkowane przez ciśnienie, wypuszczając neutrony. Neutrony te mogą później zostać użyte do zapoczątkowania reakcji rozszczepiania w otaczającym paliwie, zwiększając całkowite tempo reakcji,  skutkiem tego pozwalając na użycie większej ilości paliwa. Takie wykonanie pozwala na uzyskanie znacznie większej mocy od bomb "czysto rozszczepialnych", lecz nadal mniejszej niż megatonowe bomby wodorowe. Taki system wykonania może zostać użyty do zbudowania bomby mniejszych rozmiarów, ale do powstania której zostanie użyta mniejsza ilość drogiego paliwa rozszczepialnego. Zmniejszenie ilości potrzebnego paliwa spowodowało, że ten system budowy jest używany w prawie wszystkich współczesnych bombach atomowych.